# 鄭有升
鄭有升（越南语：／；1885年—？年），越南阮朝官員。

## 生平
鄭有升是太平省舒池縣百姓社（今屬太平省武舒縣百順社百姓村）人，咸宜元年（1885年）出生，寓居南定市定左庯。維新三年（1909年），參加河南場鄉試，考中舉人。啟定四年（1919年），會試中格，庭試考中三甲同進士出身。後任機密院承派。
1928年，鄭有升申請致事。